# لي سو را (تنس)
لي سو را مواليد 22 يوليو 1994 في وونجو، كوريا الجنوبية، هي لاعبة كرة مضرب كورية جنوبية سابقة وكانت تلعب باليد اليسرى. أعلى تصنيف لها في الفردي كان المركز الـ 252 في سنة 2016. أعلى تصنيف لها في الزوجي كان المركز الـ 344 في سنة 2013.

## النهائيات

### الفردي: 4 (3–1)
| الحصيلة | الرقم | التاريخ       | الدورة                         | الأرضية | المنافس في النهائي | النتيجة في النهائي |
| ------- | ----- | ------------- | ------------------------------ | ------- | ------------------ | ------------------ |
| الفوز   | 1.    | 28 أغسطس 2005 | محافظة يونغوول، كوريا الجنوبية | صلبة    | هيون هوي هونغ      | 6–4, 4–6, 6–3      |
| الوصافة | 2.    | 4 مايو 2014   | سول، كوريا الجنوبية            | صلبة    | كاترينا فانكوفا    | 7–5, 5–7, 5–7      |
| الفوز   | 3.    | 30 يونيو 2014 | غيمتشيون، كوريا الجنوبية       | صلبة    | هان نا لي          | 7–6, 2–6, 6–4      |
| الفوز   | 4.    | 14 يونيو 2015 | غويانغ، كوريا الجنوبية         | صلبة    | ريسا أوزاكي        | 6–4, 3–6, 6–4      |

### الزوجي: 7 (5–2)
| الحصيلة | الرقم | التاريخ        | الدورة                         | الأرضية | الشريك        | المنافس في النهائي                | النتيجة في النهائي |
| ------- | ----- | -------------- | ------------------------------ | ------- | ------------- | --------------------------------- | ------------------ |
| الفوزs  | 1.    | 2 مايو 2011    | حيدر آباد، الهند               | ترابية  | هان نا لي     | سوجانيا بافيستي ناتاشا بالا       | 6–3, 6–2           |
| الوصافة | 2.    | 7 مايو 2012    | تاراكان، إندونيسيا             | صلبة    | ترانج هيونه   | شياكي أوكادو يوريكا سما           | 4–6, 6–7           |
| الفوزs  | 3.    | 25 مارس 2013   | بوندابيرج، أستراليا            | ترابية  | سو جيونج جانغ | ميكي ميامرا فاراتشايا وونجتينتشاي | 7–6, 4–6, [10–8]   |
| الوصافة | 4.    | 17 فبراير 2014 | ساليسبري، أستراليا             | ترابية  | سو جيونج جانغ | ميكي ميامرا ميسا إجاشي            | 2–6, 2–6           |
| الفوزs  | 5.    | 3 مارس 2014    | ميلدورا، أستراليا              | عشبية   | سو جيونج جانغ | جيسيكا مور ألكساندرينا نايدينوفا  | 6–1, 1–6, [10–4]   |
| الفوزs  | 6.    | 6 سبتمبر 2014  | محافظة يونغوول، كوريا الجنوبية | صلبة    | تشوي جي-هي    | ليانغ تشن ليو تشانغ               | 6–2, 7–5           |
| الفوزs  | 7.    | 19 أكتوبر 2014 | غويانغ، كوريا الجنوبية         | صلبة    | هونغ هيون هوي | هان سونغ هي لي هاي مين            | 6–4, 6–2           |

## روابط خارجية
- لي سو را على موقع رابطة محترفات التنس (الإنجليزية)
- لي سو را على موقع الاتحاد الدولي لكرة المضرب (الإنجليزية)
- لي سو را على موقع كأس بيلي جين كينغ (الإنجليزية)
- لي سو را على موقع خلاصة التنس.كوم (الإنجليزية)